# Kajiado County
Kajiado County (bis 2010 Kajiado District) ist ein County im Süden von Kenia. Die Hauptstadt des Countys ist Kajiado. Im County lebten 2019 1.117.840 Menschen auf 21.292,7 km².

## Geografie
Das County grenzt im Südwesten an Tansania, im Nordosten an Nairobi. Die meisten Menschen im Kajiado County gehören zu den Maasai und leben als Halbnomaden von der Viehhaltung. Die Region gilt als Halbwüste, nur knapp 8 % der Landfläche sind urbar. Mit drei ständig wasserführenden Flüssen ist die Wasserversorgung der Countys ein Problem. 2006 verfügten 28 % der Haushalte über einen Trinkwasseranschluss. Der natürliche Wassermangel in den ländlichen Regionen führt dazu, dass die Bewohner deswegen bis zu 10 Kilometer laufen müssen, um sich mit Wasser zu versorgen.
Im County existieren Waldflächen mit einer Gesamtausdehnung von 6867 Hektar. Die Bemühungen um die Erhaltung des Waldes werden innerhalb der Bevölkerung mit Aufmerksamkeit verfolgt und die Forstwirtschaft erhält für Anpflanzungen öffentliche Förderung.

## Gliederung
Das County teilt sich in Divisionen auf. Es gibt drei Wahlbezirke, Kajiado Central, Kajiado North und Kajiado South. Im Rahmen der Verfassung von 2010 wurden die Distrikte Kajiado Central, Kajiado North und Loitoktok unter der neuen Bezeichnung Kajiado County vereinigt.
| Division   | Einwohner (1999) | Hauptstadt |
| ---------- | ---------------- | ---------- |
| Central    | 069.402          | Kajiado    |
| Loitokitok | 095.430          |            |
| Magadi     | 020.112          | Magadi     |
| Mashuru    | 035.666          | Mashuru    |
| Namanga    | 035.673          | Namanga    |
| Ngong      | 149.771          | Ngong      |
| Gesamt     | 406.054          | -          |

## Sehenswürdigkeiten

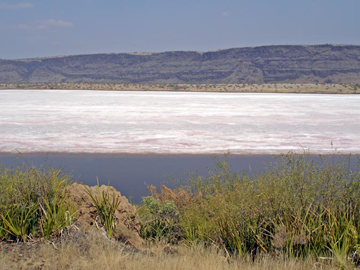
Magadisee (2005)

Im Kajiado County befinden sich der Amboseli-Nationalpark, die Nyeri-Wüste und der Magadisee.